# Gaillardia aristata
Gaillardia aristata Pursh, 1814 è una pianta erbacea della famiglia delle Asteracee, nativa dell'America settentrionale. Questo è un fiore perenne molto diffuso in gran parte del Nord America, da est, Yukon, Québec e sud fino a California, Arizona, Illinois e Connecticut, anche se è stato naturalizzato in diversi luoghi, in Europa, Australia e Sud America.

## Descrizione
Pianta erbacea perenne, cresce spontameamente nei prati e nei pendii del Canada e degli Stati Uniti d'America, sotto i 2000 metri. Sono anche presenti come piante litoranee per la loro capacità di colonizzare le dune costiere.
La sua forma e i suoi colori ricordano vagamente il fiore del girasole ma molto più piccolo che sbocciano da giugno a settembre, e si trovano solamente all'apice degli steli di colore giallo, raramente violaceo o rossastro. Esse raggiungono in media 50–70 cm di altezza e 40–50 cm di larghezza.
La sua radice è di tipo fittonante, mentre le sue foglie sono lineari, lunghe circa 15 cm e strette circa 2 cm, di colore verde scuro.

## Usi
Gaillardia aristata è una pianta ornamentale ampiamente coltivata e utilizzata come fiore da giardino. Alcune tribù indiane la utilizzano per curare le ferite e risolvere febbri.

## Galleria d'immagini

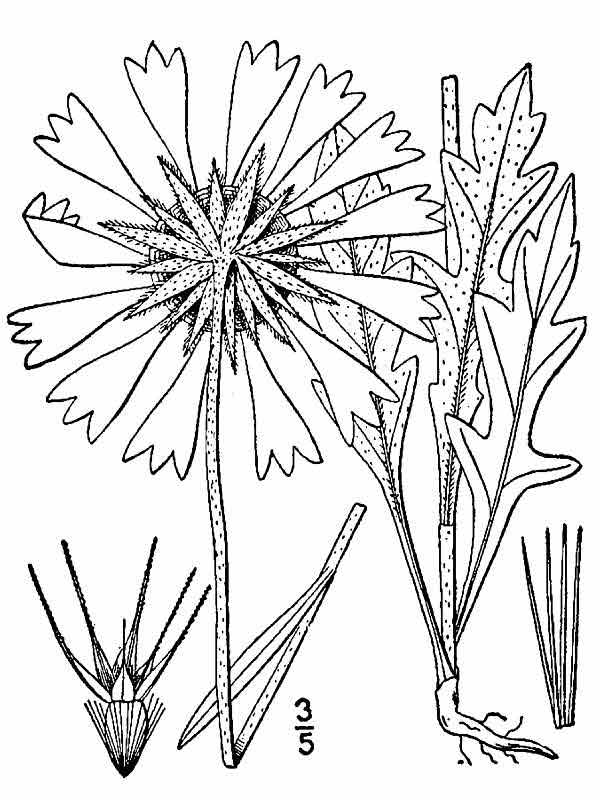
Gaillardia aristata
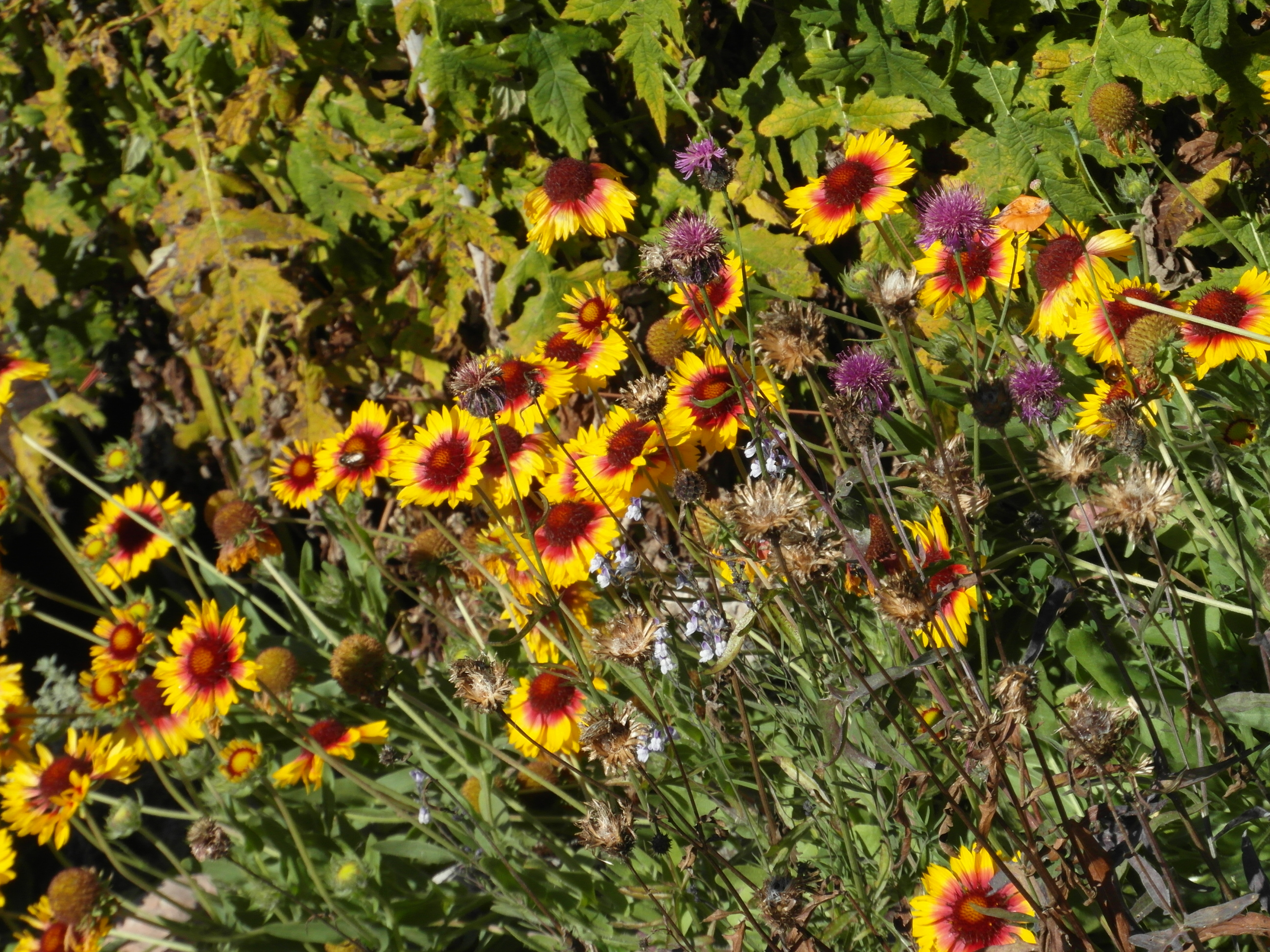
Esemplare presso il giardino botanico alpino Viote